# Xã Seneca, Quận Noble, Ohio
Xã Seneca (tiếng Anh: Seneca Township) là một xã thuộc quận Noble, tiểu bang Ohio, Hoa Kỳ. Năm 2010, dân số của xã này là 479 người.